# Ryan Kiera Armstrong
Ryan Kiera Armstrong (Nueva York, 10 de marzo de 2010) es una actriz estadounidense, reconocida principalmente por su papel como Charlie McGee en la película de 2022 Firestarter.Seleccionada como la caza vampiros para el nuevo reeboot the "Buffy, the vampire slayer".

## Biografía
Armstrong nació en la ciudad de Nueva York en 2010. Luego de aparecer en películas como It Chapter Two, The Glorias y The Tomorrow War, logró reconocimiento internacional por su papel como Charlie McGee en la película de 2022 Firestarter, basada en la novela del mismo nombre de Stephen King. Un año después interpretó el rol principal de Brooke en The Old Way (2023). En televisión, interpretó a Alma Gardner en American Horror Story: Double Feature (2021).
Armstrong es hija de la doctora Berta Bacic y del actor Dean Armstrong, y es la más joven entre cinco hermanos.

## Filmografía
Cine
| Año  | Título                        | Papel           |
| ---- | ----------------------------- | --------------- |
| 2019 | The Art of Racing in the Rain | Zoe             |
| 2019 | It Chapter Two                | Victoria Fuller |
| 2020 | The Glorias                   | Gloria          |
| 2021 | Black Widow                   | Antonia         |
| 2021 | The Tomorrow War              | Muri Forester   |
| 2022 | Firestarter                   | Charlie McGee   |
| 2022 | Wildflower                    | Bea             |
| 2023 | The Old Way                   | Brooke Briggs   |

Televisión
| Año  | Título                                   | Papel            | Notas        |
| ---- | ---------------------------------------- | ---------------- | ------------ |
| 2017 | Anne with an E                           | Minnie May Barry | 3 episodios  |
| 2018 | The Truth About the Harry Quebert Affair | Nola Kellergan   | 10 episodios |
| 2021 | American Horror Story                    | Alma Gardner     | 5 episodios  |
| 2023 | Star Wars: Skeleton Crew                 | Fern             | 8 episodios  |

## Premios y nominaciones
| Año  | Premio              | Nominado                                              | Categoría                                          | Resultado | Referencias |
| ---- | ------------------- | ----------------------------------------------------- | -------------------------------------------------- | --------- | ----------- |
| 2025 | Kids' Choice Awards | Ella por su papel de Fern en Star Wars: Skeleton Crew | Estrella de televisión femenina favorita (familia) | Nominada  | [ 11 ]      |